# 한국의 법제사
이 문서는 한국 법제의 역사(韓國 法制- 歷史)를 기술한다.

## 개화 이전
한반도의 법(法)은 다른 문물제도와 마찬가지로 중국의 영향을 받았다. 법제(法制)도 상고(上古)에 한반도 고유의 것이 없지 않았으나, 삼국 시대 중엽부터 중국의 문물이 수입됨에 따라 중국 법제를 계수(繼受)하였고 이에 비로소 국가 체제를 갖추었다.
남북국 시대와 고려를 거쳐 조선에 이르기까지 당(唐)·송(宋)·원(元)·명(明) 등 역대 중국 통일 왕조가 확립한 법전의 제도를 차례대로 수입하였다. 조선에 이르러 중국에 못지않은 법전을 편찬하였다. 조선까지 한국은 중국 법제의 영향권에 속하였고, 중국법의 발달과 규(規)를 같이 하였다.
그러나 구한말에 이르러 한반도에도 개화의 물결이 밀려와 갑신정변을 기점으로 하여 서구의 대륙법을 계수하기 시작하였다. 일제강점기를 거쳐 대한민국 정부가 성립한 후에는 영미법의 원리까지 가미하여 구미법을 일부 계수하였다.
다시 말해서, 한국 법제사는 중국법 계수 시대와 구미법 계수 시대의 두 시대로 크게 구분할 수 있다. 중국법은 전제 왕권과 유교 윤리를 기반으로 하고 그 유지를 위하여 규정된 것이지만, 근대 구미법은 멀리 로마의 고대 시민 사회에 거점을 두고 근대의 민주주의 정치사상과 자본주의 경제사상에 바탕을 두었다. 두 법은 서로 이질적이었다. 따라서 한국은 구한말의 개화기를 구획으로 하여 원리와 체계가 다른 법의 교체가 있었다.

### 관제사(官制史)
한국의 관제는 다음과 같이 시대별 변천하였다.

#### 신라의 관제
신라는 6부연맹(六部聯盟)의 부족국가로 출발하여 차차 국력이 강대해짐에 따라 인근을 병합 또는 정복함으로써 팽창하였다. 이에 따라 국무가 폭주(輻輳)하고 복잡해져 종래의 대소 족장회의(族長會議)에서 의결을 거치는 것이 어려워졌다. 그래서 국무의 결정·집행을 왕에게 일임하고 중대사만 화백회의의 의결을 거치게 보류하였다. 왕이 중앙집권이 강화하고 국무의 집행부를 정비하게 됨으로써 전제군주제 국가로 변모해갔다.
그 후 남북국 시대에 이르러 당(唐)과의 왕래가 빈번해져서 당의 관제를 수입·절충하여 관제를 대폭 개혁하였다. 관제가 완전히 중국화된 것은 아니었으며, 관서(官署)·관직(官職)을 신라 고유의 것과 당의 것으로 혼합하고 그 명칭도 신라 고유어와 한어(漢語)를 혼용하였다. 이렇게 관제의 체계가 잡히지 못함으로써 후일의 왕조의 관제에 불완전한 모형을 보여준 것에 불과하였다. 또한 통일신라는 표면적으로 전제군주제를 갖추기는 하였으나, 부족사회의 잔재를 끝까지 불식하지 못하였다. 그래서 망할 때까지 씨족의 계급인 골품(骨品)에 따라 관원의 임용이 결정되었다. 비록 당의 과거제를 들여와 씨족의 고하에 관계 없이 인재등용을 하기 위한 삼품과(三品科)를 창설하였으나, 끝내 활용되지 못하였다. 또 남당(南堂)이 잔존하여 국가의 중대사를 화백회의에서 의결하는 등의 일을 감안할 때 신라에서 중국식 전제군주제가 완성되었다고 볼 수 없다.

#### 고려의 관제
신라의 뒤를 이은 고려는 처음부터 부족사회를 탈피하고 전제군주제를 표방한 최초의 왕조이다. 건국 초에는 관제 정비를 할 겨를이 없었으므로 신라와 태봉(泰封)의 관제를 절충하여 미봉책으로 사용하였다.
그러다 성종(成宗)은 수성(守成)의 현군(賢君)으로서 유신(儒臣) 최승로(崔承老)의 보필을 받아 당제(唐制)·송제(宋制)를 절충하여 관제의 기틀을 잡았다. 그 기구는 당·송제를 모방하였을 뿐만 아니라 관서와 관직의 명칭까지도 그대로 답습함으로써 고려의 관제는 완전히 중국화되었다.
그 조직은 삼성(三省)·6부(六部), 제각관시(諸閣館寺)를 행정 기구의 주축으로 하고 있다. 그 외각에 3사(三司)·밀직사(密直司) 및 사헌부(司憲府) 등으로 중앙관제가 편성되었는데, 대개 당시의 당·송관제의 답습이었다.
그 후 고려가 원(元)에 신복(臣服)한 이후에는 외번(外蕃)으로서 천자국(天子國)의 관제를 습용(襲用)하였으므로 축소하라는 원의 간섭으로 말미암아 관서의 폐합과 아울러 일부 몽고제(蒙古制)를 가미하여 신제(新制)를 마련함으로써 비위를 맞추다가, 원의 쇠망으로 공민왕(恭愍王)때에 성종 시대의 구제(舊制)로 환원하는 등의 변천이 있었다.
지방관제와 고려 특유의 도평의사사(都評議使司) 등은 조선 관제에서 비교·설명하기로 한다.
앞서 말한 바와 같이 고려는 부족 사회가 완전히 붕괴한 상태에서 전제군주제로 출발하였으므로 씨족의 고하에 관계없이 능력에 의한 인재의 등용을 위하여 과거제를 채용하여 원활히 활용하였다. 관료 조직의 강화는 관인(官人) 계급을 형성하게 함으로써 관인 계급의 횡포가 일어났다.

#### 조선의 관제
조선조는 역성(易姓) 혁명에 의한 왕조의 교체일 뿐 사회구조에 변혁이 있었던 것은 아니므로, 관제도 대체로 고려의 것을 모형으로 하여 실정에 맞게 수정을 가함으로써 관제의 토착화를 꾀하였을 따름이다. 세종 때에 조선 관제의 대개의 윤곽이 확정되었고, 상술한 바와 같이 법전을 편찬함으로써 관서·관직 및 그 정원, 관장사무의 분류, 사무처리의 규정, 그리고 인사제도에 이르기까지 세밀하게 정하였다.
조선의 관제를 개관하면, 고려의 삼성을 폐지하고 의정부(議政府)를 정점으로 하여 그 밑에 이·호·예·병·형·공의 6조를 기축으로 하여, 그 아래 많은 실무관서인 제각(諸閣)·관(館)·시(寺)·서(署) 및 창(倉)을 예속시킨 것이 중앙관제의 골격이었다. 그 외의 외각관서로서는 종부시(宗簿寺: 宗親府)·돈령부(敦寧府) 및 충훈부(忠勳府) 등의 명예관서와 의금부(義禁府)·사간원(司諫院) 및 사헌부(司憲府) 등 국왕 직속 감찰기관을 두었다.
또 지방관제로 군현제도(郡縣制度)가 완성된 것은 조선 시대가 처음이다.
신라도 지방을 주(州)·군 (郡)·현(縣)으로 나누어 도독(都督)·태수(太守) 또는 현령(縣令) 등을 주재시켜 지방 행정을 시행하였으나, 주·군 및 현은 중앙에서 직접 다스렸다. 
고려는 부(府)·주·군·현 등으로 나누어 도호부사(都護府)·지사(知事)·현령을 두어 지방 행정을 관장하게 하고 종종 안찰사(按察使)를 순회시켜 지방관의 치적을 등제(等第)하여 포폄을 담당하게 하였다. 그러나 지방장관을 보내 수령(守令)을 총괄하지 않았으므로, 신라는 물론 고려에서도 군현제도가 완성되었다고 볼 수 없다.
여기에 반해 조선은 전국을 8도로 구분하여 관찰사(觀察使)를 지방 장관으로 설치하여 도내의 부윤(府尹)·대도호부사(大都護府使)·목사(牧使)·군수(郡守)·현령 및 현감(縣監) 등의 관하 고을의 수령을 감독하며 도정(道政)을 총괄하게 하였으므로 비로소 군현제가 완성되었다.

### 형정사(刑政史)
신라와 고려조의 형정에 관하여는 문헌이 없으므로 상세하지 않으나, 조선의 형정은 이 두 왕조보다는 발전을 보이고 있다. 그러나 신라와 고려의 형정도 조선의 형정과 본질적인 차이가 없었으리라 추측된다. 조선의 형정을 현대의 형정과 비교하면 다음과 같은 특징을 들 수 있다.
(1) 전근대(前近世)의 여느 동·서제국과 같이 조선에서도 삼권분립이 없었으므로 행정관이 범죄의 수사와 재판을 겸하였다.
(2) 수사기법이 미숙하여, 범죄 수사는 규문주의(糾問主義)에 따라 자백을 받음으로써 ‘자백은 증거의 왕’이라는 원칙이 적용되었다.
(3) 신분제 사회로서 양반과 사족(士族)은 의금부에서 재판하고, 서민은 지방관이나 형조에서 재판하여 양반 재판소와 상민(常民) 재판소의 분류가 있었다.
(4) 원칙적으로 죄형법정주의적 원칙이 적용되어 형률(刑律)에 규정이 없으면 형벌을 가할 수 없었지만,
斷罪無正條 引律比律應加應滅
죄를 처단함에 바른 조례가 없으므로, 법을 끌어 어떤 법에 비하여 더하기도 하고 덜하기도 한다.

위 기록과 같이 법조의 유추 해석이 허용되어 남형(濫刑)의 여지가 있었다.
(5) ‘단죄의신송률(斷罪依新訟律)’에 따라 형법불소급의 원칙이 배제되었다.
(6) 조선은 ① 전제군주제인 한편 관료국가이고, ② 가부장제(家父長制) 사회였으며, ③ 양반·사족을 지배계급으로 하고 서민과 천민(賤民)을 피지배계급으로 하는 계급사회이다. 이러한 사회구조를 반영하여 범죄도 ‘왕권 침해에 대한 범죄’·‘관원의 관기(官紀) 침해에 대한 범죄’·‘가부장제의 침해에 관한 범죄’ 및 ‘사회계급의 교란 및 침해에 관한 죄’ 등 네 부류의 범죄가 중시되어 중벌(重罰)되고, 구타·상해 또는 재산법 등 일련의 자연법은 경시되었다.
(7) 형벌은 5형제(五刑制)로 사(死)·유(流)·도(徒)·장(杖) 및 태(苔) 등의 5종이 있다. 또한 도형(徒刑)과 같은 자유형(自由刑)이 동양에서는 일찍부터 발달되었는바, 이는 자신(自新) 하여 사회복귀의 기회를 주는 목적형(目的刑) 또는 교육형으로서 주목할 만하다. 참고로 유럽에서 최초로 암스테르담에 징치장(懲治場)이 설치되어 징역형을 과한 것이 18세기이므로, 동양이 서양보다 12~13세기 정도 앞섰다.
(8) 유교의 영향으로 ‘형불상대부(刑不上大夫)’라는 유가의 법률관에 따라 중신 또는 종친이 사죄(死罪)에 해당하면 사형을 집행하지 않고 사약을 내려 자진(自盡)을 권한 것이 특징이다. 한반도에는 일찍이 압슬(壓膝)·자자(刺字) 또는 낙형(烙刑) 등의 육형(肉刑)이 있었으나, 조선시대에 이르러 숙종·영조의 엄금으로 이를 폐지하였다.

### 조선의 법전 편찬 약사
조선은 동양의 전통적 법전 편찬의 형식인 6전식(六典式) 법전을 완비한 한반도 최초의 왕조이며, 역대 국왕은 법전 편찬에 노력하여 많은 법전이 간행되었다. 그 뿐 아니라 태조가 유훈(遺訓)으로 조종(祖宗)의 성헌(成憲)인 6전에 따라 정치할 것을 명하였으므로 법치가 강조되기도 하였다. 조선에서 이와 같이 법전 편찬에 힘을 기울이고 법치를 강조한 것은 다음과 같은 경위 때문이다.
고려 말기는 왕권이 쇠미하여 문신과 무신이 서로 다투어 권력자의 교체가 무상하였다. 권력자로서 등장한 자는 국가의 의장(儀章)·법제 등의 모든 준칙을 방자하게 유린하며, 임의대로 치정함으로써 사당(私黨)이 일어나고 모함이 자행되어 정사가 문란하여졌을 뿐만 아니라 민심도 매우 혼란하였다. 이러한 정황 속에서 무력으로 조선왕조를 창업한 태조는 난세를 광구(匡救)하기 위해서는 무엇보다도 법의 확립과 그 준수가 필요하다고 생각하고 즉위하자 조준(趙俊)에게 법의 제정을 명하여 《경제육전(經濟六典)》을 간포하였다.
제2대 정종(定宗)은 부왕을 따라 즉위교지(卽位敎旨)로서 백관(百官)에게 《경제육전》을 준수하여 치정할 것을 교시하는 한편 법전을 정비하기 위하여 ‘조례상정도감(條例詳定都監)’을 설치하였다. 제3대 태종(太宗)은 《경제육전》이 개국 초의 황망한 중에 찬수(撰修)된 것이므로 이어(俚語 가 섞여 조잡을 면치 못하였다 하여 이를 법문(法文)으로 개정하는 한편 《경제육전》 편찬 후의 수교(受敎)·조례(條例) 및 기타 탈락된 법규를 집록(輯錄)하여 《속대전(續大典)》을 편찬하였다. 제4대 세종(世宗) 또한 그 후의 법규를 집록하여 《경제육전 등록(謄錄)》을 편찬하였으며, 제7대 세조(世祖)는 찬위(簒位)로 인하여 법이 해이해지고 준법이 되지 않음을 규지(窺知)하여 다시 법도(法度)를 갖추고 기강을 단속하기 위해 그간의 모든 법전의 수교·조례를 검토하여 영세부동(永世不動)의 법으로 할 법전을 집대성하려는 의도 하에 법전 편찬에 착수, 《경국대전(經國大典)》을 간행하여 그 중 우선 ‘호전(戶典)’과 ‘형전(刑典)’을 시행하였다. 그러나 그것도 완전하지 못하다는 의론이 있어 그 나머지의 4권과 더불어 수차 수정을 가하여 완성한 《경국대전 을사본(乙巳本)》을 간포하기에 이르렀는 바 이는 조선 왕조 법전의 대종(大宗)을 이루고 있다.
그런데 전자의 《경제육전》은 창업주(創業主)인 태조의 치정의 기본 유훈을 골자로 하여 편찬된 것이므로 《경제대전》은 《경제육전》 중의 국기(國基)가 되는 규정은 조종(祖宗)의 성헌(成憲)이라 하여 이를 변경 없이 계수하였고, 이러한 입법의 태도는 조선조 역대의 국왕을 통하여 견지된 원칙이었다.
《경제대전》의 편찬 이후에도 사화(士禍)·변방사단(邊方事端)·붕당(朋黨) 또는 외적의 침구(侵寇)가 있을 때마다 위험한 사태에 대처하기 위하여 또는 권력의 쟁탈·유지를 위하여 수교·조례가 속출·남발하였으며, 그와 같은 법은 때로는 성헌을 유린하고 정국을 혼미하게 하였다. 그러므로 소강(小康)을 얻을 때마다 역대왕은 그러한 법의 정리를 위하여 《대전속록(大典續錄)》·《대전후속록(大典後續錄)》·《수교집록(受敎輯錄)》·《전록통고(典錄通考)》 등을 편찬하는 등 법의 정비에 힘썼다.
그러한 중에도 숙종(肅宗)과 영조(英祖) 때에는 붕당이 심하여 성헌이 공문화(功文化)하는 망발된 법이 남발하여 법의 위신이 극도로 추락하였다. 이에 영조는 숙고 끝에 그 폐단을 없애기 위하여 《경국대전》과 같은 영세(永世) 준수의 법전을 편찬하여 법을 해명함으로써 분규를 방지할 목적으로 《속대전(續大典)》을 간포하고, 그간의 모든 법은 폐기하였다. 따라서 《경국대전》과 《속대전》의 두 법전만이 병용·시행되었으나 매우 불편하였으므로 정조(正祖)는 그 두 법전의 전(全)조문 및 그 후의 수교·조례를 선택하여 동일 성질의 조문을 분류·정리함으로써 한 법전으로 편찬한 《대전통편(大典通編)》을 간포하였다. 그 후 조선조 말엽에 고종이 등극하자 섭정(攝政)인 흥선 대원군(大院君) 이하응(李昰應)이 다시 《대전통편》 이후의 수교·조례 등을 증보하여 《대전회통(大典會通)》을 간포하니 이것이 한국 최후의 동양식 법전이다.
이와 같이 조선의 법전 편찬사업은 왕성하였다 하겠으나 그 중에서도 《경제육전》·《경국대전》·《대전통편》 및 《대전회통》의 넷이 가장 획기적인 4대 법전임을 알 수 있다. 상술한 바와 같이 《경제육전》은 창업주 태조의 치정대본(治定大本)의 유훈을 담은 것이고, 《경국대전》은 그것을 변경없이 답습하여 입법 지침을 견지하였다. 《대전통편》은 《경국대전》과 《속대전》의 합편에 불과하고, 《대전회통》은 《대전통편》 이후의 법을 선택·중보한 것으로서 《경국대전》·《대전통편》 중의 《속대전》·《대전통편》 이후 증보된 규정 등을 두루 재록하고 있으므로 금일의 법령집이 현행 법령만을 수록한 것과는 달리 《대전회통》만을 일람하면 고종때의 현행 법규뿐 아니라 법규가 개정된 연혁을 역력히 알 수 있어, 그를 통하여 조선의 제반 제도의 변천까지도 엿볼 수 있다. 또한 대원군이 서둘러 《대전회통》을 편찬한 것은 조선 중엽 이후로 외척세도로 인하여 왕권이 쇠미하였으므로 전제 왕권을 법제로 재확인하고 선언하려는 데에 그 동기가 있었다. 동법전이 간포된 해는 일본이 메이지 유신을 달성, 근대화에 성과를 얻은 때였는데 우리 한국은 전제왕국의 구각(舊殼)을 더욱 교착시키려 하고 급변하는 국제정세에는 눈을 돌릴 틈도 없었음을 볼 때, 후일에 한국이 국제경쟁에서 비운을 당하게 됨도 당연한 경로라 하겠다.

#### 조선의 역대 법전의 내용과 성격
조선의 역대 법전은 동양의 전통적 법전 편찬 형식인 이(吏)·호(戶)·예(禮)·병(兵)·형(刑) 및 공(工)의 편별(編別)로 된 6전식(六典式)이다. 이와 같은 편찬 형식은 중국의 당조(唐朝)에서 비롯한 중국 역대왕조의 법전 편찬 형식으로서 그것은 멀리 중국 상고의 주(周)관제에 연원을 둔 것이다.
중국에서는 관제(官制)를 천지4계(天地四界)에 비겨 행정기관을 나누었는데, 한국에서도 고려조 이후 이를 모방하여 중앙관제를 천관(天官)·지관(地官)·춘관(春官)·하관(夏官)·추관(秋官) 및 동관(冬官) 등의 6조(六曹)로 나누어 행정 각부를 삼아 정무를 관장하게 하고, 각 조가 관장하는 정무에 속하는 것은 국왕이 그 조에 수교를 내리거나 또는 각 조는 해당 정무에 관한 것을 입안하여 국왕의 하비(下批)를 얻어 조례로 제정하기도 하였다. 이와 같이 함으로써 각 조는 각각 그 수교와 조례를 법규로 집록하여 정무의 규준(規準)으로 삼으며, 각 조가 집록한 것을 통합하여 한 법전을 꾸미면 당연히 ‘6전식 편별’이 되었다. 6전에 실린 규정들을 보면,
1. 국왕의 시정 보고기관인 관료기구의 조직, 그 관장 사무의 분류 및 관원의 감독 등에 관한 행정법적 규정
2. 국민을 관리·지배하기 위한 형법적 규정
3. 유교입국(儒敎立國)을 표방한 조선인 만큼 유가의 법률관인 ‘제률(制律)은 예(禮)의 보(輔)이다’에 따라 유교 윤리의 실행을 강제하기 위한 예의 법제화 규정 등의 셋으로 대별할 수 있다.

또한 조선의 법전은 앞에서도 설명했듯이 체제에서는 중국의 6전식에 의거하였고, 선진의 전제왕국인 중국의 역대왕조가 어신제민(御臣制民)과 유교 윤리의 법제화의 원리에 따라 오랜 동안 탁마(琢磨)한 여러 법전을 검토하여 절충·계수한 것이므로 동양법전으로서는 상당히 정비된 것이라고 볼 수 있다.

##### 육전식 편별의 내용
6전식 편별(編別)은 다음의 내용으로 이루어져 있다.
1. 이전(吏典) ― 이조(吏曹)의 소관인 문반(文班)의 관직·품계(品階)·관원(官員)의 임면(任免)절차, 관원의 고과(考課)[39], 관원이 포폄(褒貶)[40] 등 문반의 관제와 관원의 근무에 관한 관원법[41]을 포함한다.
2. 호전(戶典) ― 호조(戶曹)의 소관인 경비(經費)[42]·회계(會計)[43]·호적·양전(量田)[44]·제전(諸田)[45]·전제(田制)·요역(賦役)·무농(務農)·비황(備荒)[46] 및 해유(解由)[47] 등 재정·경제에 관한 규정을 포함한다.
3. 예전(禮典) ― 예조(禮曹)의 소관인 제향(祭享)·과거(科擧)·취재(取才) 등의 고시 시행규칙, 교육·종교·외교의전(外交儀典), 새보(璽寶)[48]·관인(官印), 사령서(辭令書)형식 및 관혼상제 등 외교공문서, 교육·국가고시 및 예교(禮敎)에 관한 규정을 포함한다.
4. 병전(兵典) ― 병조(兵曹)의 소관인 무반(武班)의 관직. 군관의 근무규칙, 군기(軍器), 우체역로(郵遞驛路), 경성(京城)·궁궐의 경비 등 관제·병역·군무·우체 및 교통 등의 규정을 포함한다.
5. 형전(刑典) ― 형조(刑曹)의 소관인 소송·형벌·수사 및 노예에 관한 규정을 포함한다.
6. 공전(工典) ― 공조(工曹)의 소관인 교량(橋梁)·영선(營繕)·공장(工匠)·도량형(度量衡)·주차(舟車)·산림(山林)·도요공(陶窯工) 및 야금(冶金) 등 건축·식림 및 공업 따위에 관한 규정을 포함한다.

## 개화 이후
갑오개혁(1894년)을 기점으로 하여 전통적 바탕 위에 일본을 통한 법제의 서구적 근대화가 급속히 추진되었다. 이미 국권의 주체성이 상실된 상태였기 때문에 당시의 제반 법령은 거의 일본인 고문관의 주도(主導)하에 입법되었으나, 형식적으로는 근대적 법치 국가로서의 면목을 갖춘 셈이다. 당시의 방대한 근대식 법령은 법규류편(法規類編)·현행대한법규류찬(現行大韓法規類簒)·현대한국법전(現代韓國法典) 등 법령집에 수록되어 있다. 그러나 형사 입법은 다른 분야에 비해서 역사적·현실적 특수성을 참작하여 비교적 서서히 개혁되었으며, 조선 왕조 최후의 형법전인 형법대전(刑法大全) 은 대전회통(大典會通)·대명률(大明律)을 기초로 한 것이었다.
1910년 8월 이후의 일제 강점기에는 조선 총독의 명령인 제령(制令)에 따라 통치하게 되고 당분간은 대한제국 시대의 법령의 효력을 인정했으나, 1912년의 조선민사령(朝鮮民事令)과 조선형사령(朝鮮刑事令)에 따라 대부분 일본의 법령이 의용(依用)되었으며, 전통적 색채가 짙은 친족·상속법 분야는 관습법에 따르도록 했으나, 1920년대부터는 그것도 거의 일본 구민법이 의용되었다. 즉 모든 분야가 대륙법을 계수하여 제정된 일본 법제하에 대륙법권으로 들어간 것이다.
사법 분야(私法分野)에서는 식민지적 차별이 심하지 않았으나 공법 분야(公法分野)에서는 가지가지의 차별법과 탄압법으로 묶어 자유·평등의 법치주의는 바랄 수도 없었다.
1945년의 민족 해방 후에 잠시 미군정하에 있는 동안은 일제 강점기의 법이 그대로 시행되었으나 종래에 민족적 차별과 탄압의 도구이었던 법령을 모두 폐지하였으며, 공법 분야와 형법 분야에는 영미법(英美法)이 서서히 계수되기 시작했다.
1948년 대한민국의 수립에 따라 주권 국가로서 국민 주권과 민주주의 이념에 입각한 헌법의 제정(1948년)에 기해서 형법(1953년)·형사 소송법(1954년)·민법(1958년)·민사 소송법(1960년)·상법(1962년) 등 기본법이 제정·실시되었으며, 대륙법을 근간으로 하여 영미법적 제도·법기술·법사고를 받아들여 오늘날은 현대국가로서 명실을 갖춘 한국적 법체계의 수립을 위하여 전진하고 있다.

### 개화기

#### 형법대전
형법대전(刑法大全)은 1905년(광무 9년) 4월 29일 법률 2호로 공포·실시된 근대적 형식을 갖춘 최초의 형법전이다. 일본의 형법전을 계수하지 않고 이전의 대전회통, 대명률, 갑오개혁 이후의 형사법령을 참고하여 제정하였다. 처음에는 총 680개조였으며, 1906년 2월 2일 법률 1호로 제1차 개정하고, 1908년 7월 23일 법률 19호로 제2차 개정하였다. 680개의 조문이 있었는데 2차에 걸친 개정으로 100개조를 개정, 252개조를 삭제하여 417개 조문만 남았다. 편장절(編章節)로 나누고 조문의 형식에 따라 국한문을 혼용함으로써 내용을 평이하게 표현하고 체계화하였다. 동아시아에 내려온 객관주의적 형법사상에 입각하였지만, 동아시아 최초로 고문 금지 조항이 있다. 1910년 《한국법전》의 형법 파트에 삽입되었다.

### 일제강점기

#### 조선형사령
조선형사령(朝鮮刑事令)은 일제강점기에 한반도에서 조선인에게 적용한 형사 문제를 규정한 형사기본법이다. 형사령에 의거하여 일본의 형법과 형사소송법을 비롯한 형벌법(刑罰法)이 한반도에 시행된다. 1912년에 제령(制令) 11호로 공포·실시되어 10여 차례 개정되었다. 해방 후에는 군정법령 제21호에 의거하여 유효하였고, 대한민국 수립 후에도 개정 전의 헌법 100조에 의거하여 그 효력이 지속되었으나, 1953년에 현행 형법의 실시로 무효화되었다.  

#### 조선민사령
조선민사령(朝鮮民事令)은 일제 강점기 조선인에게 적용되었던 민사에 관한 사항을 규정한 기본법이다. 조선을 강점한 일본 제국은 '조선민사령'을 제정(조선통감부제령 제7호 1912.3.18)하고 1912년 4월 1일부터 이를 통해 일본 민법을 의용(依用)하였다(조선민사령 제1조). 공포된 후에 17차례의 개정이 있었다. 조선민사령에 의거하여 일본 민법·상법·민사소송법을 비롯한 각종 민사관계법령이 조선에서 시행되었다. 시행 초기에는 조선인 상호간의 법률행위에 대해서 공공의 질서에 관한 것이 아닌 관습이 있는 경우에는 그 관습에 의하고(조선민사령 제10조), 조선인의 친족·상속에 관해서는 원칙적으로 조선의 관습을 따르도록 하였다(제11조). 그러나, 개정을 거듭하면서 점차 일본 민법의 친족·상속편이 대부분 적용되었다.
조선민사령은 1945년 광복 후에도 미군정법령 제21호에 따라 효력이 유지되었고, 1948년 대한민국 정부가 수립된 후에도 제헌헌법 100조에 따라 헌법에 저촉되지 않는 한 유효하였다. 1960년 1월 1일, 대한민국 민법과 호적법의 제정·시행과 기타 여러 법률들의 제정으로 사문화되었고, 나머지 규정들도 '구법령 정리에 관한 특별조치법'에 따라 1962년 1월 20일에 효력을 잃었다.
구민법(舊民法)은 1898년 7월 16일부터 시행된 일본 민법으로서 일제강점기인 1912년부터 조선민사령에 따라 의용(依用)되어 1960년 1월 1일에 현행 민법이 시행되기 전까지 대한민국에서도 시행되었다. 일본은 메이지유신(明治維新) 당시 프랑스의 법학자이며 정부법률고문인 보아소나드를 중심으로 프랑스 민법을 본따서 만든 민법안을 1890년에 공포하였으나 시행하지 못했으며, 다시 독일 민법 제1초안을 모범으로 민법을 만들어 총칙·물권·채권편은 1896년에, 친족·상속편은 1898년에 각각 공포하여 모두 1898년부터 시행하였다.

### 미군정기

#### 군정법
1945년 8월 15일의 해방 이후 미군정이 개시되어 포고령 1호로 38도선 이남 지역은 군정장관이 공포하는 포고(布告:Proclamations)·법령(法令:Ordinances)·규약(規約:Regulations)·고시(告示:Directions) 및 조례(enactments)의 적용을 받게 되었으며, 군정법령 제11호에 의거하여 일제 강점기의 법령 중 치안유지법·정치범죄처벌령·조선보호감찰령·출판법 등을 비롯한 차별·압박 법령이 폐지되었다. 그러나 일제 강점기의 대부분의 법령은 군정법령 제21호에 의거하여 그대로 효력이 있었다. 따라서 군정시대는 군정법령의 지배하에 있었으며 부분적으로는 미국의 법제도가 계수되었다.

### 대한민국 정부 수립 이후

#### 제3공화국
5·16 군사 쿠데타 두달 후인 1961년 7월 15일, 박정희 군부는 법률 제659호로 '구법령 정리에 관한 특별조치법'을 제정하고 법령정리위원회를 설치하여 1948년 7월 16일 (섹) 이전에 시행된 구한국법령, 일제강점기의 법령, 미군정법령으로서 제헌헌법 제100조에 따라 효력이 (스)존속하고 있는 것들을 정리하고, 이를 대체할 법령을 제정하도록 하는(자) 작업에 착수하였다. 이 법률에 의해 1961년 12월 31일까지 정리대치(整理代지置)되지 않은 구법령(1948.7.16 이전 법령)은 1962년 1월 20일 폐지한 것으로 간주하게 되었다.

## 같이 보기
- 세계 법제의 역사
- 법제사 연표
- 한국의 역사